# シドニー・デヨング
シドニー・デ・ヨング（Sidney de Jong、1979年4月14日 - ）は、オランダ・北ホラント州アムステルダム出身の元野球選手(捕手)。右投右打。

## 経歴
2004年にアテネオリンピックの野球競技でオランダ代表に選出された。
2006年3月に開催された第1回WBCのオランダ代表に選出された。
2008年には北京オリンピックの野球オランダ代表に選出された。
2009年3月に開催された第2回WBCのオランダ代表に選出され、2大会連続2度目の選出となった。ドミニカ共和国戦で代打ツーベースを放つなど活躍した。
2011年9月20日に第39回IBAFワールドカップのオランダ代表に選出された。同大会ではヨーロッパに代表としては、1938年大会のイギリス代表以来73年ぶりの優勝を果たした。この栄誉を称えて代表24人全員に「サー」の爵位が贈られ、デヨングにも贈られた。
その後、現役引退し、L&Dアムステルダム・パイレーツの監督を務める。
2015年2月17日に「GLOBAL BASEBALL MATCH 2015 侍ジャパン 対 欧州代表」の欧州代表のコーチに選出された。10月5日に第1回WBSCプレミア12のオランダ代表打撃コーチを務める事が発表された。
2016年1月18日にキューバ代表との強化試合のオランダ代表コーチを務めることになった が、同試合は雨天中止となった。8月3日に第34回ヨーロッパ野球選手権大会のオランダ代表コーチを務めることが発表された。尚、第2回フランス国際野球大会でもコーチを務める。両大会で優勝を果たした。10月26日に日本代表との強化試合のオランダ代表打撃コーチを務めることになった。12月2日に第4回WBCのオランダ代表コーチを務めることが発表された。

## 選手としての特徴
- 強肩強打の捕手。
- 長年オランダ代表の4番で捕手の大黒柱として活躍していた。

## 詳細情報

### 代表歴
- 2006 ワールド・ベースボール・クラシック・オランダ代表
- 2008年オリンピック野球オランダ代表
- 2009 ワールド・ベースボール・クラシック・オランダ代表
- 第39回IBAFワールドカップ・オランダ代表

### コーチ歴
- 2015 ワールドポート・トーナメント オランダ代表
- 2015 WBSCプレミア12 オランダ代表
- 2016 ハーレムベースボールウィーク オランダ代表
- 2016年フランス国際野球大会オランダ代表
- 2016年ヨーロッパ野球選手権大会オランダ代表
- 2017 ワールド・ベースボール・クラシック・オランダ代表
- 2019年ヨーロッパ野球選手権大会オランダ代表
- 2019 WBSCプレミア12 オランダ代表